# 李海瑗
李海瑗（韓語：이해원，1919年4月24日—2020年2月8日），皇族名李珍，幼名李吉雲（이길운），是朝鲜王朝王室的後裔。她是朝鮮高宗的孙女、义亲王李堈的次女，母亲为壽德堂李希春（이희춘）。她在2006年9月29日自行舉行加冕儀式，自称女皇（여황）。

## 生平
李海瑗于1919年生于日治朝鲜京城府，幼年時曾入讀鐘路小學，並在雲峴宮生活。1936年從京畿女高畢業後，与慶應大學畢業生、本貫龍仁李氏的李昇圭（이승규）结婚，有三子一女。後來李昇圭在朝鲜战争時被擄往北朝鮮，不知所終。1992年，李海瑗移民美國，2002年又返回南韓，在京畿道河南市居住。李海瑗的長子李鎮烋（이진휴）在洛杉磯擔任計程車司機，她的女兒李鎮珠未婚，在江陵市生活直到過世。
2005年7月16日，李海瑗的堂弟朝鮮王朝家族首领懷隱皇太孫李玖去世，李玖的堂侄兼养子李源即位，称皇嗣孙。但遭到了李海瑗和弟弟李錫的坚决反对。次年9月29日，她和她的支持者向古裝劇電視臺借來御座，在首爾一家旅馆举行了长达一小时的加冕仪式。在加冕仪式上，李海瑗宣布说：“作为皇位的继承者，孤郑重宣布，孤将有权代表皇室并指定继承人。”“让我们为了祖国的重新统一不断努力。”加冕后的李海瑗自称“文化大韩帝国女皇”（：／），并宣布朝鲜王朝复辟。儘管如此，李海瑗依然生活拮据，與兒子同住。李堈的后人们表示，拥立李海瑗为女皇，是因为她是朝鲜王室中在世最年长的王室成員。他们希望分居各国的王室后裔团结在海瑗女王的旗下。對於李氏王朝後裔，南韓政府和人民多報以比較寬容的態度，凡在法律範圍內活動，南韓政府不予干涉，不過官方拒絕表態。《韓民族報》在2008年做的一項民意調查顯示，有54%的南韓受訪者支援恢復君主制，不過前提是君主制只能是象徵性的，認為這樣有利於保存傳統文化。
2017年，李海瑗和三位兒子針對李昇圭在1948年登記的一塊在延禧洞3000餘坪的土地進行上訴，該土地據信是因為簽署一份偽造的合約而被轉讓；不過最後法院判決李海瑗敗訴。
2020年2月8日病逝，享嵩壽100歲。

## 家庭
- 夫：李昇圭（이승규，1917年9月4日－？），父李完榮、母李喜慶（韓山李氏（朝鲜语：한산 이씨），李德珪女）[1]
  - 長子：李鎮烋（이진휴，1941年1月24日－），夫人李愛仙
  - 次子：李鎮旺（이진왕，1945年11月14日－），夫人朴鍾美
  - 長女：李鎮珠（이진주，1947年9月11日－約1994年），未婚
  - 三子：李鎮弘（이진홍，1949年7月24日－）